# Olympische Sommerspiele 2016/Schießen – Skeet (Männer)
Der Wettkampf im Skeet der Männer bei den Olympischen Spielen 2016 in Rio de Janeiro fand am 12. und 13. August 2016 im Centro Nacional de Tiro statt. Gabriele Rossetti aus Italien wurde neuer Olympiasieger. Silber gewann der Schwede Marcus Svensson vor Abdullah al-Rashidi aus den Kuwait, der als unabhängiger Olympiateilnehmer an den Start gehen musste.
Der Wettbewerb ging über drei Runden. Zunächst eine Qualifikationsphase, bei der jeder Schütze 5 Sätze à 25 Schuss abzugeben hatte. Die ersten drei Serien wurden dabei am ersten, die letzten beiden Serien am zweiten Tag abgegeben. Die sechs Schützen mit den meisten Treffern rückten in das Halbfinale vor, das wie die Finalphase auch am zweiten Wettkampftag stattfand. Bei Gleichstand entschied ein Shoot-off. Im Halbfinale und auch in der anschließenden Finalrunde wurde lediglich eine Serie mit 15 Schuss geschossen. Die ersten beiden des Halbfinales bestimmten im direkten Duell Gold- und Silbermedaillengewinner. In einem Schießen zwischen dem dritten und vierten des Halbfinales wurde die Bronzemedaille vergeben. Auch im Halbfinale und in der Finalrunde entschied ein Shoot-off bei Gleichstand zwischen zwei oder mehreren Athleten.

## Rekorde

### Bestehende Rekorde
| Qualifikationsrekorde | Qualifikationsrekorde                          | Qualifikationsrekorde | Qualifikationsrekorde       | Qualifikationsrekorde |
| --------------------- | ---------------------------------------------- | --------------------- | --------------------------- | --------------------- |
| Weltrekord            | Valerio Luchini                                | 125                   | Peking, Volksrepublik China | 9. Juli 2014          |
| Olympischer Rekord    | ISSF Regeln wurden zum 1. Januar 2013 geändert | —                     | —                           | —                     |

### Neue Rekorde
| Qualifikationsrekorde | Qualifikationsrekorde | Qualifikationsrekorde | Qualifikationsrekorde     | Qualifikationsrekorde |
| --------------------- | --------------------- | --------------------- | ------------------------- | --------------------- |
| Olympischer Rekord    | Abdullah al-Rashidi   | 73                    | Rio de Janeiro, Brasilien | 12./13. August 2016   |

## Ergebnisse

### Qualifikation
| Rang | Athlet                | Nation                       | 1  | 2  | 3  | Tag 1 | 4  | 5  | Gesamt | Stechen | Anm.  |
| ---- | --------------------- | ---------------------------- | -- | -- | -- | ----- | -- | -- | ------ | ------- | ----- |
| 1    | Abdullah al-Rashidi   | Unabhängige Teilnehmer       | 24 | 25 | 25 | 74    | 25 | 24 | 123    |         | Q, OR |
| 2    | Marcus Svensson       | Schweden                     | 25 | 25 | 25 | 75    | 24 | 24 | 123    |         | Q     |
| 3    | Stefan Nilsson        | Schweden                     | 25 | 24 | 25 | 74    | 23 | 25 | 122    |         | Q     |
| 4    | Mykola Miltschew      | Ukraine                      | 25 | 24 | 25 | 74    | 24 | 24 | 122    |         | Q     |
| 5    | Gabriele Rossetti     | Italien                      | 24 | 25 | 22 | 71    | 25 | 25 | 121    | 12      | Q     |
| 6    | Jesper Hansen         | Dänemark                     | 24 | 25 | 24 | 73    | 25 | 23 | 121    | 12      | Q     |
| 7    | Éric Delaunay         | Frankreich                   | 24 | 25 | 25 | 74    | 24 | 24 | 121    | 11      |       |
| 8    | Anthony Terras        | Frankreich                   | 24 | 23 | 25 | 72    | 24 | 25 | 121    | 3       |       |
| 9    | Mairaj Ahmad Khan     | Indien                       | 24 | 25 | 23 | 72    | 25 | 24 | 121    | 3       |       |
| 10   | Keith Ferguson        | Australien                   | 24 | 25 | 23 | 72    | 23 | 25 | 120    |         |       |
| 11   | Azmy Mehelba          | Ägypten                      | 25 | 24 | 25 | 74    | 22 | 24 | 120    |         |       |
| 12   | Anton Astachow        | Russland                     | 22 | 24 | 23 | 69    | 25 | 25 | 119    |         |       |
| 13   | Efthimios Mitas       | Griechenland                 | 23 | 24 | 22 | 69    | 25 | 25 | 119    |         |       |
| 14   | Dainis Upelnieks      | Lettland                     | 24 | 23 | 23 | 70    | 24 | 25 | 119    |         |       |
| 15   | Vincent Hancock       | Vereinigte Staaten           | 23 | 24 | 24 | 71    | 24 | 24 | 119    |         |       |
| 16   | Andreas Chasikos      | Zypern                       | 22 | 23 | 24 | 69    | 24 | 25 | 118    |         |       |
| 17   | Saeed al-Maktoum      | Vereinigte Arabische Emirate | 23 | 24 | 23 | 70    | 23 | 25 | 118    |         |       |
| 18   | Michael Maskell       | Barbados                     | 21 | 23 | 25 | 69    | 25 | 24 | 118    |         |       |
| 19   | Paul Adams            | Australien                   | 24 | 24 | 24 | 72    | 23 | 23 | 118    |         |       |
| 20   | Saud Habib            | Unabhängige Teilnehmer       | 21 | 24 | 24 | 69    | 24 | 24 | 117    |         |       |
| 21   | Frank Thompson        | Vereinigte Staaten           | 23 | 22 | 24 | 69    | 25 | 23 | 117    |         |       |
| 22   | Renato Portella       | Brasilien                    | 24 | 22 | 21 | 67    | 25 | 24 | 116    |         |       |
| 23   | Ralf Buchheim         | Deutschland                  | 22 | 21 | 25 | 68    | 24 | 24 | 116    |         |       |
| 24   | Luigi Lodde           | Italien                      | 21 | 23 | 24 | 68    | 24 | 24 | 116    |         |       |
| 25   | Sebastian Kuntschik   | Österreich                   | 22 | 22 | 24 | 68    | 24 | 24 | 116    |         |       |
| 26   | Juan Miguel Rodríguez | Kuba                         | 24 | 21 | 23 | 68    | 25 | 23 | 116    |         |       |
| 27   | Federico Gil          | Argentinien                  | 23 | 23 | 23 | 69    | 24 | 23 | 116    |         |       |
| 28   | Franco Donato         | Ägypten                      | 22 | 23 | 23 | 68    | 24 | 23 | 115    |         |       |
| 29   | Saif Bin Futtais      | Vereinigte Arabische Emirate | 21 | 23 | 24 | 68    | 23 | 23 | 114    |         |       |
| 30   | Ronaldas Račinskas    | Litauen                      | 23 | 20 | 21 | 64    | 24 | 24 | 112    |         |       |
| 31   | Nasser Al-Attiyah     | Katar                        | 21 | 22 | 21 | 64    | 24 | 23 | 111    |         |       |
| 32   | Rashid Saleh Hamad    | Katar                        | 21 | 21 | 21 | 63    | 24 | 22 | 109    |         |       |

### Halbfinale
| Platz | Athlet              | Nation                 | Gesamt | Stechen | Nächste Runde |
| ----- | ------------------- | ---------------------- | ------ | ------- | ------------- |
| 1     | Gabriele Rossetti   | Italien                | 16     |         | Finale        |
| 2     | Marcus Svensson     | Schweden               | 16     |         | Finale        |
| 3     | Mykola Miltschew    | Ukraine                | 15     |         | Platz 3       |
| 4     | Abdullah al-Rashidi | Unabhängige Teilnehmer | 14     | 4       | Platz 3       |
| 5     | Jesper Hansen       | Dänemark               | 14     | 3       | ausgeschieden |
| 6     | Stefan Nilsson      | Schweden               | 14     | 3       | ausgeschieden |

### Platz 3
| Platz | Athlet              | Nation                 | Gesamt | Stechen |
| ----- | ------------------- | ---------------------- | ------ | ------- |
| 3     | Abdullah al-Rashidi | Unabhängige Teilnehmer | 16     |         |
| 4     | Mykola Miltschew    | Ukraine                | 14     |         |

### Finale
| Platz | Athlet            | Nation   | Gesamt | Stechen |
| ----- | ----------------- | -------- | ------ | ------- |
| 1     | Gabriele Rossetti | Italien  | 16     |         |
| 2     | Marcus Svensson   | Schweden | 15     |         |